# Battaglia di Burdwan
La battaglia di Burdwan fu un fatto d'arme dell'epoca Mughal, in cui ʿAlīvardī Khān (accompagnato dalla moglie Nafisa Khanam) prevalse nel 1747 contro le forze dell'Impero Maratha, nel corso dell'invasione maratha del Bengala che si sviluppò in 6 distinte azioni militari tra l'agosto del 1741 e il maggio del 1751.

## Invasione maratha del Bengala
Nel 1747, i Maratha guidati da Janoji Bhonsle, presero a compiere incursioni, saccheggi e ad annettere i territori del Nawāb del Bengala, ʿAlīvardī Khān, che si trovava in Orissa.

Syed Hidāyat ʿAlī Khān, Faujdar del Bihar, si trovava con le sue forze sui valichi collinari di Raingarh, dal momento che la cavalleria maratha, forte di 40 000 elementi, aveva saccheggiato la città di Midnapore, depredando granai e incendiando i villaggi circostanti.

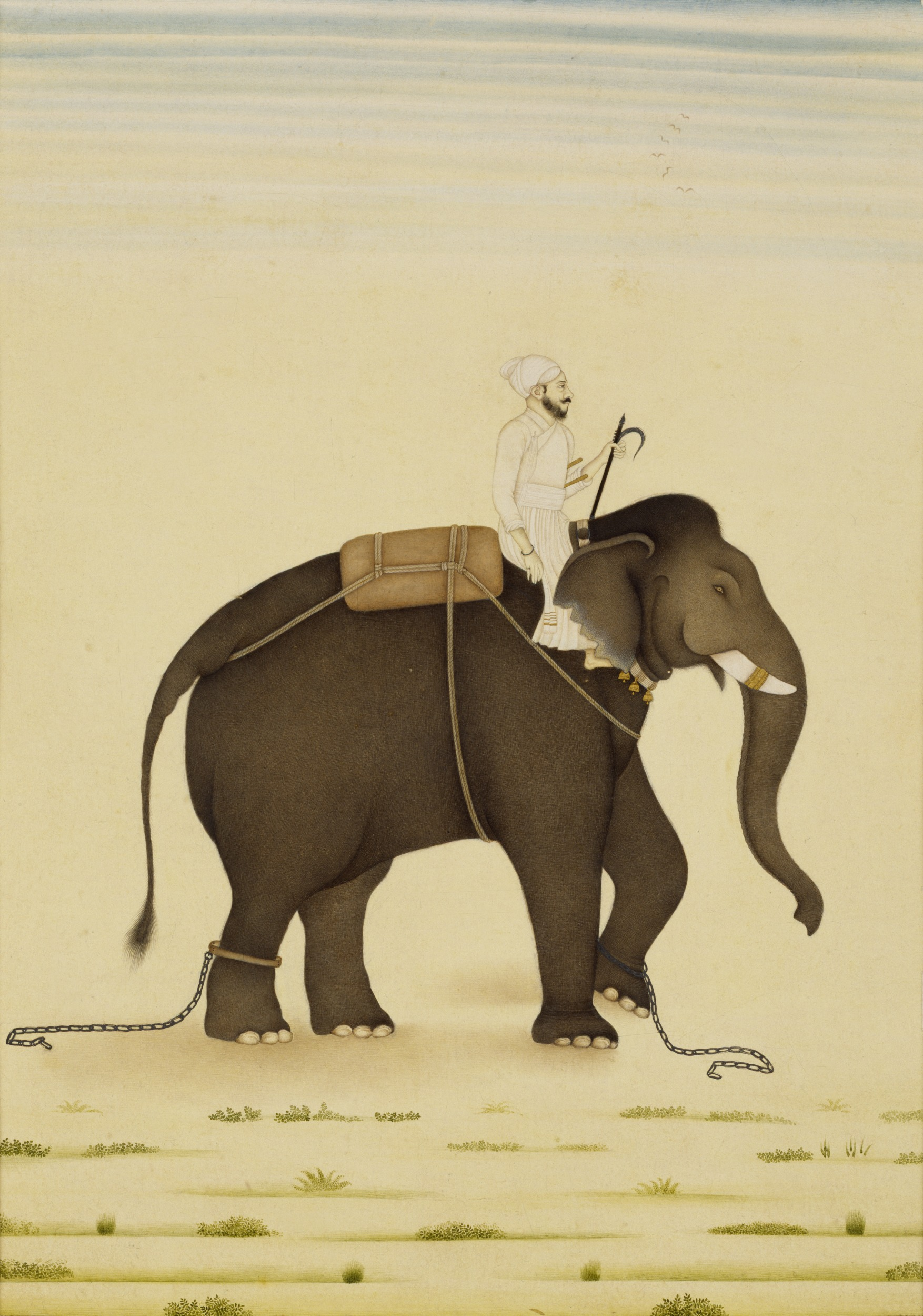
Un Mahut e il suo elefante, al servizio dell'Imperatore mughal Muḥammad Shāh.

Nel corso dell'invasione maratha dell'Orissa, il suo Subedar Mīr Jaʿfar e altri ufficiali come il Faujdar  ʿAṭāʾullāh di Rajmahal abbandonarono del tutto i loro sottoposti e, senza opporre alcuna resistenza, attesero passivamente l'arrivo di ʿAlīvardī Khān e dell'esercito mughal.
Quando il Nawāb del Bengala, ʿAlīvardī Khān, ricevette missive che lo avvertivano dell'arrivo dei Maratha, non fu colto di sorpresa. Infatti alcuni dei suoi più affidabili consiglieri non avevano mancato di metterlo in guardia, biasimando il loro alleato Asaf Jāh I, Niẓām di Hyderābād, per la sua totale negligenza nel Deccan.
Per contrastare quella grande minaccia, ʿAlīvardī Khān radunò un esercito mughal di quasi 10 000 uomini. Tra quei coscritti figuravano anche marinai abissini e Qizilbash giorgiani. 

ʿAlīvardī Khān informò quindi l'Imperatore mughal Muḥammad Shāh dell'invasione in atto e cavalcò incessantemente per almeno tre giorni verso le rovine di Bardhaman, dove i Maratha si erano attestati.
ʿAlīvardī Khān è famoso per aver introdotto e organizzato le sue artiglierie su grandi piattaforme lifgnne movibili, poste sul dorso di vari buoi.
Dopo aver raggiunto le rovine di Bardhaman, l'avanguardia di ʿAlīvardī Khān, al comando di Muṣʿayb Khān Mohmand, fu del tutto travolta. L'Howdah (o hawdaj) di Nafīsa Khanūm (moglie di ʿAlīvardī Khān) cadde nelle mani dei nemici e il suo elefante di nome Landah fu trascinato verso l'accampamento maratha. Non intenzionato ad abbandonare il comando della sua avanguardia, Muṣʿab Khān Muḥammad, figlio di ʿUmar Khān Muḥammad, uno dei comandanti del Nawāb, guidò quanto rimaneva delle sue forze di Sowar, mahut e Sepoy all'attacco dei razziatori. Sebbene l'Howdah di Nafīsa Khanūm fosse stata recuperata, Muṣʿab Khān Muḥammad e le sue truppe caddero però nei combattimenti, tanto che il loro coraggio e il loro valore furono paragonati a quelli dell'antico eroe iranico preislamico Rostam da ʿAlīvardī Khān.
Secondo Ghulām Ḥusayn Ṭabāṭabāʾī, quando ʿAlīvardī Khān si riunì con la moglie Nafīsa Khanūm, le sue forze avevano piegato del tutto la resistenza dei Maratha, che si erano trincerati in varie posizioni mentre le forze di ʿAlīvardī Khān pativano la penuria di vettovagliamento.

Dopo aver attentamente pianificato la battaglia imminente, ʿAlīvardī Khān organizzò brillantemente le sue forze, collocando i carri dei suoi bagagli al centro e le artiglierie attorno ai suoi soldati. Muṣṭafā Khān Bahādur si preparò coi suoi Sowar per l'assalto. Sawlat Jang finalmente giunse da Murshidābād con rinforzi e viveri.
ʿAlīvardī Khān spedì quindi un carro di bagagli contenente tappeti, sete e vasi verso le linee dei suoi avversari, provocando gran confusione tra i Maratha, presi dalla smania di impadronirsi di quei beni. 

Questa azione condusse i Maratha a esporsi al fuoco dei cannoni che ʿAlīvardī Khān aveva fatto intanto avanzare. Nel frattempo Muṣṭafā Khān Bahādur scagliò i suoi Sowar sul fianco sinistro e sul fianco destro nemico, mandando in rotta Janoji Bhonsle e le sue restanti fanterie maratha.
Al termine della battaglia, ʿAlīvardī Khān licenziò Mīr Jaʿfar, inviandolo a Murshidābād per viltà e ignavia.